# Helene von Blaas
Helene von Blaas, született Helene von Leitenberger bárónő (Lysá nad Labem, [Schloss Lissa an der Elbe], 1895. március 25. – Innermanzing [Schloss Tannenmühle], 1985. április 5.), Carl Theodor von Blaas festőművész felesége, maga is tehetséges virág-, csendélet és portréfestő, illusztrátor, így a Blaas-festődinasztia tagjaként tartják számon.

## Családja
Dr. Friedrich von Leitenberger báró (1862–1904) jogász, iparvállalkozó és Anna-Isabella (Anniebel) Riedl von Riedenstein bárónő (1873–1959) leánya.
1920-ban mint képzett festő ment nőül Carl Theodor von Blaas festőművészhez.  Gyermekei: Clarisse von Blaas (1926–2009) és Peter von Blaas.

## Pályafutása
Hermann Grom-Rottmayer festőművésznek, a Vienna Secession (Vereinigung Bildender Künstler Österreichs, Bécsi Képzőművészek Szövetsége) tagjának, a Nők és Lányok Művészeti Iskolája (Kunstschule für Frauen und Mädchen in Wien) művészeti tanárának legtehetségesebb tanítványa volt. Kevésbé a portréfestés terén, mint inkább aprólékos virág- és terményfestményeivel, valamint csendéleteivel írta be magát a művészettörténetbe. Bár főként „virágfestőként” említik, több nívós portrét, tájképet is alkotott.
Férjével, Carl Theodor von Blaas festőművésszel és Felix Heuberger osztrák festővel „The beauty and charm of Austria” című, közös kiállításuk volt 1935-ben Londonban a Palser Galériában, ahol az osztrák függetlenségi eszme támogatására többek között az ausztriai táj szépségeit, értékeit is bemutatták.
1939-ben Kitzbühelben telepedtek le férjével. Helene a botanikailag pontos virág- és zöldségcsendéleteit főként akvarell technikával festette, de az 1950-es években a Salzburger Handdrucke Jordis salzburgi cég dekoratív szövetei számára virágmintákat is tervezett. Idős korában a Tannemühle kastélyban élt, itt is hunyt el 90 éves korában.
A bécsi Dorotheum aukciós ház 2011-ben a Blaas család alkotóinak műveiből gyűjteményes kiállítást rendezett „150 év az osztrák festészetben: Carl, Julius, Eugen, Carl Theodor and Helene von Blaas” címmel.
2013-ban a Kitzbüheli Múzeum Carl Theodor von Blaas gyűjteményes kiállításán Helene von Blaas festményeiből is mutatott be egyes képeket.

## Művei (válogatás)
- Frühlingsblumen. (Tavaszi virágok.) Vegyes technika, papíron. Év nélk.[5]
- Kind mit Astern. (Gyermek őszirózsákkal). Olaj, vászon. 1916.[6]
- Ein Strauß mit Alpenblumen. (Csokor alpesi virágokkal). Vegyes technika, papíron. 1925.[7]
- Önarckép. Olaj, vászon. Év nélk.[8]
- Blick auf einen neugotischen Kirchturm in Wien. (Egy bécsi neogótikus templomtorony látképe.) Ceruza, akvarell, papír. Év nélk.[9]